# Misère
Misere, misère  (en francés, "miseria", "pobreza"; bettel, betl, beddl o bettler, en alemán, "mendigo") es una oferta en varios juegos de cartas, y el jugador que oferta misère se compromete a no ganar ninguna baza o la menor posible, normalmente sin triunfo, en la ronda que se va a jugar. Esto no permite una variedad suficiente para constituir un juego en sí mismo, pero es la base de juegos de evasión como Hearts y proporciona un contrato opcional para la mayoría de los juegos que involucran una subasta. El término o categoría también se puede usar para algún juego de cartas propio con el mismo objetivo, como Black Peter. 
Una oferta misère generalmente indica una mano extremadamente mala, de ahí el nombre. Un misère abierto o tumbado, o misere ouvert es una oferta de 500 en la que el jugador está tan seguro de perder cada baza que se compromete a hacerlo con sus cartas colocadas boca arriba sobre la mesa. En consecuencia, "lay down misere" es la jerga australiana del juego para referirse a una victoria fácil predicha. 
En Skat, la subasta puede resultar en un juego nulo, donde el postor gana solo si pierde todos los trucos. (A la inversa, los oponentes ganan al obligar al postor a realizar una baza). En el Whist sueco, por el contrario, un juego nulo es aquel en el que ambos equipos intentan hacer la menor cantidad de bazas.
En Spades, pujar sin trucos se conoce como pujar cero, que si tiene éxito le da al postor una bonificación.
La palabra se registra por primera vez en este sentido en las reglas del juego Boston a finales del siglo XVIII. No se puede jugar en 6 manos 500.

## Juego misère
Un juego de misère o bettel es un juego que se juega de acuerdo con sus reglas convencionales, excepto que se "juega para perder"; es decir, el ganador es el que pierde de acuerdo con las reglas normales del juego. O, si el juego es para más de dos jugadores, pierde el que gane según las reglas normales del juego. Estos juegos generalmente tienen conjuntos de reglas que normalmente animan a los jugadores a ganar; por ejemplo, la mayoría de las variaciones de las damas requieren que los jugadores realicen un movimiento de captura si está disponible; así, en la variación de misère, los jugadores pueden obligar a sus oponentes a tomar numerosas damas a través de un juego intencionalmente "pobre".
En la teoría de juegos combinatorios, un juego de misère es aquel que se juega de acuerdo con la "condición de juego de misère"; es decir, un jugador incapaz de moverse gana. (Esto se opone a la "condición de juego normal" en la que un jugador que no puede moverse pierde.) Para la mayoría de los juegos, esto es lo mismo que el uso ordinario de la palabra, pero muy pocos juegos son en realidad misère de acuerdo con sus reglas estándar, por ejemplo, la acuñación de Sylver.

## Otros usos
- El juego de Nim a menudo se juega usando la condición de juego misère, como en la película El año pasado en Marienbad.
- Quizás el único juego combinatorio de misère que se juega de manera competitiva en un foro organizado son los brotes.
- Lowball es una forma de póquer en la que gana la mano con la puntuación más baja.